# Le Fenouiller
Le Fenouiller ist eine französische Gemeinde im Département Vendée in der Region Pays de la Loire. Sie gehört zum Arrondissement Les Sables-d’Olonne und ist Mitglied des Gemeindeverbandes Pays de Saint-Gilles-Croix-de-Vie Agglomération. Die Einwohner werden Fénolétains und Fénolétaines genannt.

## Geografie
Le Fenouiller befindet sich etwa 26 Kilometer nordnordwestlich von Les Sables-d’Olonne und etwa 36,5 Kilometer westnordwestlich von La Roche-sur-Yon nahe der Côte de Lumière der Atlantikküste. Die Gemeinde liegt am Fluss Vie, in den hier der Ligneron mündet. 
Umgeben wird Le Fenouiller von den Nachbargemeinden Notre-Dame-de-Riez im Norden und Nordosten, Commequiers im Nordosten, Saint-Maixent-sur-Vie im Osten, Saint-Révérend im Südosten, Givrand im Süden, Saint-Gilles-Croix-de-Vie im Westen und Südwesten sowie Saint-Hilaire-de-Riez im Westen und Nordwesten.

## Toponymie
„Fanuller“ kommt von „fenum“ und „fenuculum“, was „kleines Heu“ bedeutet (Wörterbuch der Ortsnamen in der Vendée – Geste edutuibs – 2006 von J.L. Le Quellec, C.N.R.S.-Forscher). Andere Autoren geben ausnahmsweise „fenoillère“ als Ort an, an dem Fenchel wächst (Wörterbuch der französischen Sprache vom 5. bis 15. Jahrhundert von Frédéric Godefroy Paris 1938). „Fenoille“ wurde bis ins 15. Jahrhundert als Bezeichnung für Fenchel verwendet.

## Bevölkerungsentwicklung
| Jahr      | 1962 | 1968 | 1975 | 1982 | 1990 | 1999 | 2006 | 2013 | 2020 |
| Einwohner | 1175 | 1280 | 1449 | 2279 | 2902 | 3213 | 3912 | 4380 | 4897 |

## Sehenswürdigkeiten
- Kirche Saint-Laurent aus dem 13. und 14. Jahrhundert
- Das Vie-Tal mit der früheren Furt Pas Opton